# Ixorida heinrichi
Ixorida heinrichi är en skalbaggsart som beskrevs av Franz Antoine 1986. Ixorida heinrichi ingår i släktet Ixorida och familjen Cetoniidae. Inga underarter finns listade i Catalogue of Life.